# Pescia
Pescia is een stad in de Italiaanse provincie Pistoia, die deel uitmaakt van de regio Toscane.
De stad is gelegen aan de oevers van de rivier Pescia. Deze deelt de plaats in tweeën. Het publieke leven speelt zich af op de linker oever, de religieuze aangelegenheden vinden plaats op de rechter oever. Aan de ene zijde staat het kasteel van de staat en aan de andere kant vanzelfsprekend de kathedraal.
Pescia is bekend om de cultuur en de verkoop van de bloemen, in de Nieuwe Markt van de Bloemen. Pescia heeft goede handelsbetrekkingen met België en Nederland.
Het stadsplein, de Piazza Mazzini, wordt gedomineerd door het Oratorio della Madonna di Piè di Piazza, een kerkje uit de 17e eeuw. Aan de andere kant staat het Palazzo Comunale met een versterkte klokkentoren dat nog steeds in gebruik is als stadhuis.
In de San-Francesco kerk aan de Via Battisti zijn er muurschilderingen waarop de heilige Fransiscus van Assisi staat afgebeeld; ze zijn het werk van Bonaventura Berlinghieri idie ze in 1235 maakte.
In het nabijgelegen dorp, Collodi, woonde Carlo Collodi, de auteur van De Avonturen van Pinocchio. Daar is een groot park gewijd aan Pinocchio.

## Geboren
- Dionisio Anzilotti (1869 - 1950), hoogleraar, rechter in het Permanente Hof van Internationale Justitie
- Giampaolo Pazzini (1984), voetballer

## Externe link

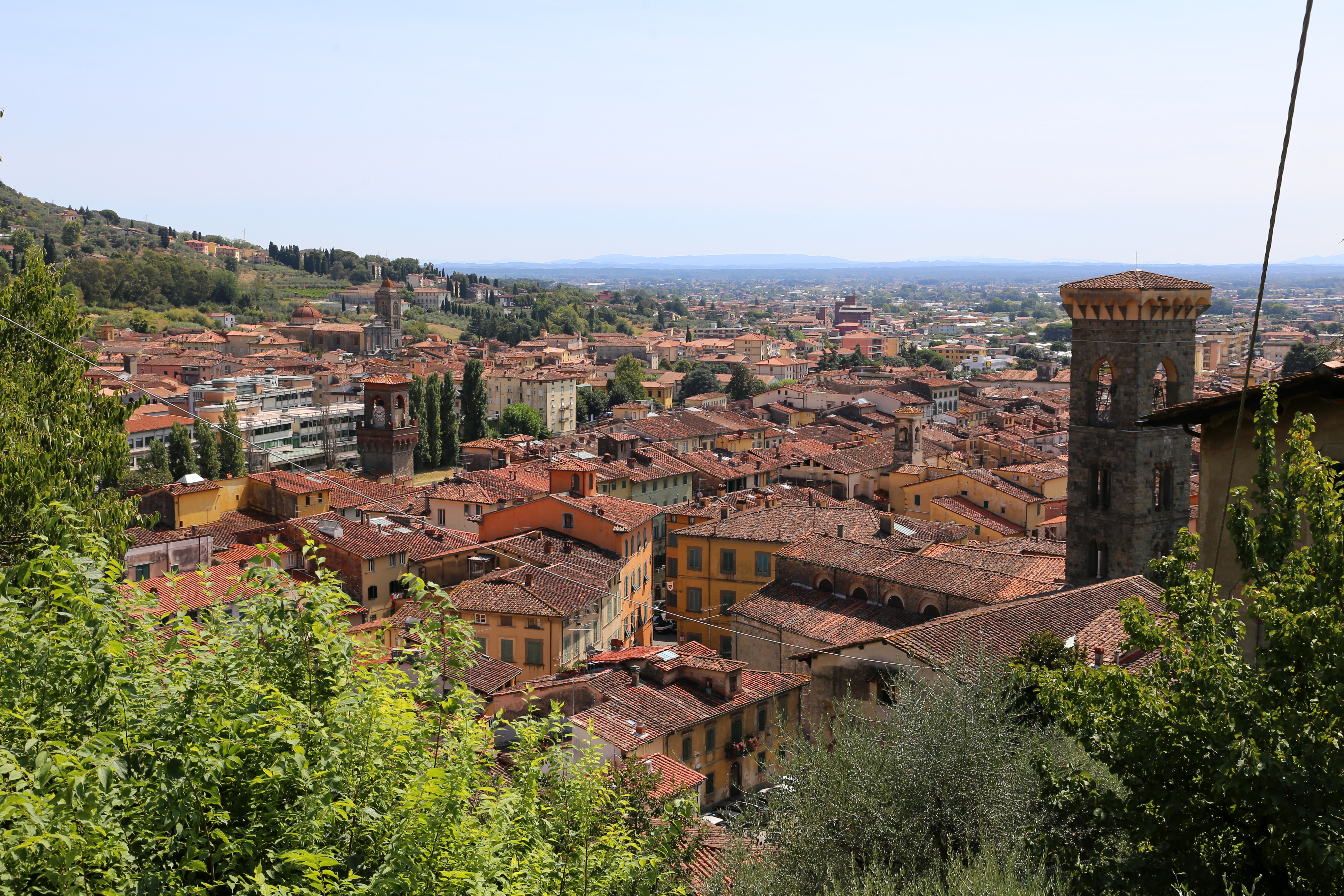
Het centrum van Pescia, van de omringende heuvels